# 京秦線
京秦線（けいしんせん）は中華人民共和国の中国国鉄の鉄道路線。北京市と河北省秦皇島市を連絡する全長294kmの路線。北京 - 狼窩鋪間は京哈線が重複している。

## 概要
西の北京市より河北省三河市、天津市薊州区、河北省玉田県、唐山市、灤州市、遷安市、盧竜県を経て秦皇島市に至る路線で、中国第六次五カ年計画の重点建設頂目の一つであった。京秦線は北京の鉄道結節点と山西石炭の運炭路線の北廻り経路である豊沙線、京原線と連絡し、華北地方の沿海港湾都市であり北京当局最大の石炭積出港がある秦皇島市と直通することで海上輸送ルートと接続し、山西石炭の重要輸送経路となっている。京秦線は北京当局最初の複線電化路線で、隧道（丁荘隧道）1か所と34か所の駅からなる。

## 歴史
- 1901年 - 義和団の乱により英軍の占領下の北京で、北京での影響力強化のため、関内外鉄道の一端である馬家堡より永定門を経て更に在外公館地区が近い正陽門まで延伸すると同時に、東便門から食料集積地である通州の北運河西岸に至る23kmの支線として建設開始。東便門 - 通州間が翌年開業した。[1]
- 1902年8月24日 - 清国へ返還。
- 1938年 - 華北交通設立により、その管轄下に入る。
- 1945年 - 日本敗戦により中華民国へ返還。
- 1973年 - 狼窩鋪への延伸工事開始。後に終点を坨子頭に変更。
- 1975年 - 通県 - 坨子頭（現：灤県）間開業。（通坨線）
- 1982年 - 狼窩鋪 - 秦皇島間の新線の建設を開始。
- 1984年6月 - 狼窩鋪 - 秦皇島間開業。北京 - 通県 - 狼窩鋪と狼窩鋪 - 秦皇島を併せて京秦線と改称。狼窩鋪 - 坨子頭は狼坨線と改称。

## 接続路線
- 北京駅：京包線、京通線、京承線
- 北京東駅：双沙線（北京枢紐東北環線）
- 双橋駅：京承線
- 薊県南駅：津薊線
- 狼窩鋪駅：津山線、狼坨線
- 秦皇島駅：大秦線、京哈線、津山線

## 主要駅一覧
北京 - 北京東 - 双橋 - 通州 - 薊県南 - 唐山北 - 狼窩鋪 - 遷安 - 盧竜 - 秦皇島